# 10958 Mont Blanc
A 10958 Mont Blanc (ideiglenes jelöléssel 6188 P-L) a Naprendszer kisbolygóövében található aszteroida. Cornelis Johannes van Houten,  Ingrid van Houten-Groeneveld és Tom Gehrels fedezte fel 1960. szeptember 24-én.